# Valeria murina
Valeria murina là một loài bướm đêm trong họ Noctuidae.